# Pitelová
Pitelová (hongrois : Kiszelfalu) est un village de Slovaquie situé dans la région de Banská Bystrica.

## Histoire
La première mention écrite du village date de 1264.

## Démographie

### Évolution de la population
| Année:               | 1994. | 2004.   | 2014.   | 2024.   |
| -------------------- | ----- | ------- | ------- | ------- |
| Nombre de personnes: | 646   | 666     | 650     | 600     |
| Différence:          |       | +3,09 % | -2,40 % | -7,69 % |

| Année:               | 2023. | 2024.   |
| -------------------- | ----- | ------- |
| Nombre de personnes: | 593   | 600     |
| Différence:          |       | +1,18 % |